# Vyskytenská pahorkatina
Vyskytenská pahorkatina je geomorfologický okrsek tvořící součást Humpolecké vrchoviny. Pahorkatina tvoří pruh nižšího terénu mezi vyššími vrchovinami Humpolecké vrchoviny. Východní část povrchu se skládá z žuly s kupovitým reliéfem, západní z ruly. Nejvyšším bodem je Peklo (699 m n. m.), které stojí 1,5 km jihovýchodně od Větrného Jeníkova. Na povrchu se nacházejí pole, které se střídají se smrkovými lesy.